# Fantawild Holdings
Fantawild (auch Fantawild Holdings Inc.) ist ein chinesischer Freizeitparkbetreiber mit Hauptsitz in Shenzhen.

## Geschichte
Die Fantawild Holdings wurde 2005 gegründet mit dem Ziel, neue Freizeitparks zu gründen, einzurichten und zu betreiben. Der erste Freizeitpark sollte in der Stadt Jiangbei in der Provinz Chongqing entstehen. Rund ein Jahr später war der Park fertiggestellt und konnte als Fantawild Sci-Fi Theme Park am 28. April 2006 offiziell für das Publikum eröffnet werden. Der erste Fantawild Adventure Freizeitpark wurde rund 18 Monate später am 22. Oktober 2007 in der Stadt Wuhu in der Provinz Anhui eröffnet.
Mittlerweile besitzt die Fantawild Holdings mindestens 30 Freizeitparks, wovon sich drei Parks noch im Bau befinden. Die Freizeitparks gliedern sich im Wesentlichen in vier Kategorien. Dazu zählen „Fantawild Adventure“, „Fantawild Dreamland“, „Fantawild Oriental Heritage“ sowie „Fantawild Water Parks“. Darüber hinaus exportiert die chinesische Gruppe auch mittlerweile Freizeitparks ins Ausland. So betreibt sie beispielsweise einen Themenpark in der iranischen Provinzhauptstadt Isfahan. Weitere Parks in der Ukraine und in Südafrika wurden bereits angekündigt. Die Fantawild Holdings sieht sich selber derzeit als Trendsetter und Pionier unter den chinesischen Freizeitpark-Betreibern, insbesondere was die Kreativität und Ideenvielfalt beim Einrichten der Freizeitparks betrifft, sowie beim Export von Freizeitparks ins Ausland.
2013 gelang es der Fantawild Holdings erstmals, mit rund 13,1 Millionen Besuchern in der Saison 2013 unter den zehn größten Freizeitpark-Betreibern weltweit auf Platz Nummer 9 zu gelangen. Drei Jahre später wurden die Parks bereits von über 31,6 Millionen Gäste im Jahr 2016 besucht und 2017 waren es rund 38,5 Millionen Besucher im Jahr gewesen. Im Jahr 2023 waren es 85,7 Millionen Besucher. Damit ist Fantawild der zweitgrößte Betreiber von Freizeitparks vor Merlin Entertainments (62,1 Millionen) und hinter Disney Experiences (142,1 Millionen).

## Liste der Parks

### Adventure Parks
| Name                            | Ort       | Provinz   | Land     | Eröffnung |
| ------------------------------- | --------- | --------- | -------- | --------- |
| Fantawild Adventure (Jiayuguan) | Jiayuguan | Gansu     | VR China | 2015      |
| Fantawild Adventure (Shantou)   | Shantou   | Guangdong | VR China | 2010      |
| Fantawild Adventure (Shenyang)  | Shenyang  | Liaoning  | VR China | 2011      |
| Fantawild Adventure (Tai'an)    | Tai'an    | Shandong  | VR China | 2010      |
| Fantawild Adventure (Tianjin)   | Binhai    | Tianjin   | VR China | 2014      |
| Fantawild Adventure (Zhengzhou) | Zhengzhou | Henan     | VR China | 2012      |
| Fantawild Adventure (Zhuzhou)   | Zhuzhou   | Hunan     | VR China | 2012      |

### Dreamland Parks
| Name                            | Ort       | Provinz | Land     | Eröffnung |
| ------------------------------- | --------- | ------- | -------- | --------- |
| Fantawild Dreamland (Wuhu)      | Wuhu      | Anhui   | VR China | 2010      |
| Fantawild Dreamland (Xiamen)    | Xiamen    | Fujian  | VR China | 2013      |
| Fantawild Dreamland (Zhengzhou) | Zhengzhou | Henan   | VR China | 2015      |
| Fantawild Dreamland (Zhuzhou)   | Zhuzhou   | Hunan   | VR China | 2015      |

### Glorious Orient Parks
| Name                       | Ort     | Provinz  | Land     | Eröffnung |
| -------------------------- | ------- | -------- | -------- | --------- |
| Fanta Park Glorious Orient | Ganzhou | Jiangxi  | VR China | 2021      |
| Fanta Park Glorious Orient | Ningbo  | Zhejiang | VR China | 2021      |
| Glorious Orient            | Huai'an | Jiangsu  | VR China | 2022      |

### Oriental Heritage Parks
| Name                                     | Ort       | Provinz  | Land     | Eröffnung |
| ---------------------------------------- | --------- | -------- | -------- | --------- |
| Oriental Heritage (Changsha)             | Changsha  | Hunan    | VR China | 2019      |
| Fantawild Oriental Heritage (Handan)     | Handan    | Hebei    | VR China | 2018      |
| Oriental Heritage (Jinan)                | Jinan     | Shandong | VR China | 2015      |
| Fantawild Oriental Heritage (Jingzhou)   | Jingzhou  | Hubei    | VR China | 2019      |
| Oriental Heritage (Mianyang)             | Mianyang  | Sichuan  | VR China | 2020      |
| Oriental Heritage (Ningbo)               | Ningbo    | Zhejiang | VR China | 2016      |
| Oriental Heritage (Taiyuan)              | Taiyuan   | Shanxi   | VR China | 2021      |
| Oriental Heritage (Wuhu)                 | Wuhu      | Anhui    | VR China | 2015      |
| Oriental Heritage (Xiamen)               | Xiamen    | Fujian   | VR China | 2017      |
| Oriental Heritage (Yingtan)              | Yingtan   | Jiangxi  | VR China | 2023      |
| Fantawild Oriental Heritage (Zhengzhou)∗ | Zhengzhou | Henan    | VR China | 2024      |

### Water Parks
| Name                             | Ort       | Provinz | Land     | Eröffnung |
| -------------------------------- | --------- | ------- | -------- | --------- |
| Fantawild Water Park (Nantong)   | Nantong   | Jiangsu | VR China | 2015      |
| Fantawild Water Park (Wuhu)      | Wuhu      | Anhui   | VR China | 2014      |
| Fantawild Water Park (Xiamen)    | Xiamen    | Fujian  | VR China | 2017      |
| Fantawild Water Park (Zhengzhou) | Zhengzhou | Henan   | VR China | 2014      |
| Fantawild Water Park (Zhuzhou)   | Zhuzhou   | Hunan   | VR China | 2015      |

### Sonstige Parks
| Name                       | Ort       | Provinz  | Land     | Eröffnung |
| -------------------------- | --------- | -------- | -------- | --------- |
| Boonie Bears Happy Harbour | Taizhou   | Zhejiang | VR China | 2024      |
| Fantawild∗                 | Shiyan    | Hubei    | VR China | 2024      |
| Fantawild∗                 | Heze      | Shandong | VR China | 2023?     |
| Fantawild∗                 | Kunming   | Yunnan   | VR China | 2024      |
| Fantawild∗                 | Shangqiu  | Henan    | VR China | 2023?     |
| Fantawild Asian Legend     | Nanning   | Guangxi  | VR China | 2018      |
| Fantawild Dino Kingdom     | Zigong    | Sichuan  | VR China | 2017      |
| Fantawild Dream Kingdom    | Qingdao   | Shandong | VR China | 2011      |
| Fantawild Land             | Taizhou   | Zhejiang | VR China | 2022      |
| Fantawild Oriental Dawn    | Jining    | Shandong | VR China | 2024      |
| Fantawild Theme Park       | Datong    | Shanxi   | VR China | 2015      |
| Fantawild Wonderland       | Xuzhou    | Jiangsu  | VR China | 2023      |
| Nantong Adventure Land     | Nantong   | Jiangsu  | VR China | 2013      |
| Silk Road Dreamland        | Jiayuguan | Gansu    | VR China | 2018      |

### Parks im Ausland
| Name       | Ort     | Provinz | Land | Eröffnung |
| ---------- | ------- | ------- | ---- | --------- |
| Dream Land | Isfahan | Isfahan | Iran | 2014      |

## Geschlossene Parks
| Name                                 | Ort      | Provinz   | Land     | Eröffnung    | Schließung |
| ------------------------------------ | -------- | --------- | -------- | ------------ | ---------- |
| Fantawild Sci-Fi Theme Park          | Jiangbei | Chongqing | VR China | 2006         | 2020       |
| Fantawild Adventure (Wuhu)           | Wuhu     | Anhui     | VR China | 2007         | 2023       |
| Fantawild Oriental Heritage (Anyang) | Anyang   | Henan     | VR China | nie geöffnet |            |